# کوالسوند
کوالسوند (به لاتین: Kvalsund) یک شهرداری در نروژ است که در فینمارک واقع شده‌است. کوالسوند ۱٬۸۴۴٫۲۹ کیلومتر مربع مساحت و ۱٬۰۲۷ نفر جمعیت دارد.